# Hani Hanjour
Hani Saleh Hasan Hanjour (in arabo هاني صالح حسن حنجور‎?; Ta'if, 30 agosto 1972 – Arlington, 11 settembre 2001) è stato un terrorista saudita.
Divenne il pilota del Volo American Airlines 77, dopo il dirottamento, che lo portò a schiantarsi intenzionalmente contro il Pentagono nel quadro degli attentati dell'11 settembre 2001.

## Biografia
È stato un membro di al-Qāʿida e uno dei pirati dell'aria del volo AA77 che fu dirottato e fatto schiantare, con 64 persone a bordo, contro il Pentagono nel corso degli attentati dell'11 settembre 2001. Hanjour pilotò personalmente l'aereo contro l'obiettivo.

Hani Hanjour

Hanjour nacque a Ta'if, vicino a La Mecca, Arabia Saudita, quarto di sette figli di un uomo d'affari. Durante la gioventù decise di lasciare la scuola per diventare assistente di volo, ma suo fratello Abdulrahman lo incoraggiò a continuare gli studi. Hani Hanjour arrivò per la prima volta negli Stati Uniti nel 1991, dove frequentò l'Università dell'Arizona, imparando l'inglese per alcuni mesi, per poi tornare in Arabia Saudita l'anno seguente.
Durante i cinque anni di permanenza in Arabia Saudita, cercò di essere assunto dalla Saudi Arabian Airlines, ma fu respinto; gli venne detto che avrebbero preso in considerazione la sua assunzione se avesse ottenuto la licenza di pilota per aerei commerciali negli Stati Uniti. Suo fratello affermò che frustrato da questa esperienza, Hanjour, progressivamente spostò la propria attenzione verso i testi religiosi e cassette di predicatori militanti islamici. Conosciuto con l'alias di Orwa al-Taefi durante i preparativi, Hanjour fu l'unico dirottatore a recarsi negli Stati Uniti per motivi non legati agli attentati; inoltre fu l'unico tra i piloti a non fare parte dell'originale "cellula di Amburgo".
Tornò negli Stati Uniti nel 1996, in California, dove continuò a studiare l'inglese, per poi prendere lezioni di volo, alla CRM Airline Training Center a Scottsdale in Arizona. Ricevette la licenza di pilota per aerei commerciali nel 1999, per poi tornare in Arabia Saudita, per trovare un lavoro come pilota di aerei commerciali. Lasciò la famiglia verso la fine del 1999, dicendo che sarebbe andato negli Emirati Arabi Uniti per trovare lavoro, ma si recò in un campo di addestramento di Al-Qaeda Afghanistan nell'estate 2000, dove il suo coinvolgimento negli attentati dell'11 settembre fu deciso da Khalid Shaykh Muhammad in persona.
Torna negli Stati Uniti nel dicembre 2000, andando a vivere a San Diego con Nawaf al-Hazmi, per poi prendere nuovamente lezioni di volo nel maggio 2001. Hanjour comprò il suo biglietto per il volo AA77 in un'agenzia di viaggi a Totowa, in New Jersey; fu riportato che anche Majed Moqed comprò il suo nella stessa agenzia, la Advance Travel Service. Gli impiegati dell'agenzia, successivamente riferirono che Hanjour parlava ben poco l'inglese e che fu Moqed a parlare per lo più. Hanjour richiese un biglietto per la prima fila dell'aereo, di fronte alla cabina di pilotaggio; le loro carte di credito furono rifiutate, così i due pagarono in contanti un totale di 1842.25$.
Lascia il suo appartamento nel New Jersey il 1º settembre e arriva nell'area metropolitana di Washington il 2 settembre, alloggiando in un motel a Laurel, nel Maryland. Quattro giorni dopo, viene ripreso insieme a Majed Moqed dalla telecamera di un bancomat in Maryland. La sera del 10 settembre, Hanjour, Khalid al-Mihdhar e Nawaf al-Hazmi alloggiarono al Marriott Residence Inn, a Herndon, in Virginia. Nello stesso albergo, lo stesso giorno, alloggiò anche Saleh Ibn Abdul Rahman Hussayen, un importante ufficiale governativo saudita; non ci sono prove che sia entrato in contatto con i quattro terroristi o che sapesse della loro presenza.

## Gli attacchi

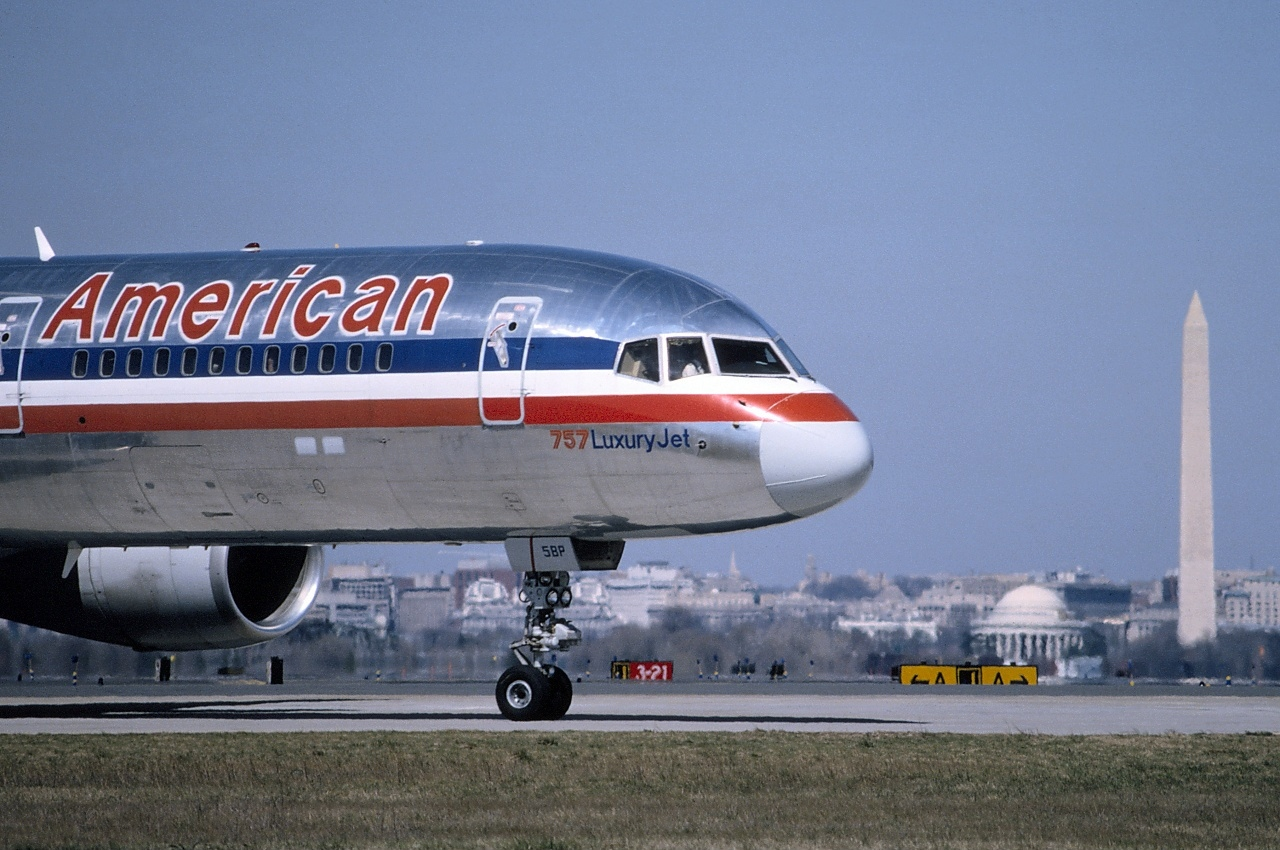
Il Boeing 757 dell'American Airlines coinvolto nell'incidente nel marzo 1995.

La mattina dell'11 settembre, alle 7:35, Hanjour arriva al Dulles International Airport di Washington, imbarcandosi sul volo American Airlines 77.
Il volo, che doveva decollare alle 8:10, parte in ritardo di 10 minuti dal Gate D26 di Dulles. Il volo fu dirottato tra le 8:51 e le 8:54, pochi minuti dopo lo schianto del primo aereo contro la Torre Nord del World Trade Center, a differenza degli altri aerei dirottati, sul volo AA77 non ci furono segnalazioni di persone accoltellate a bordo, né allarmi bomba; i piloti furono infatti costretti a spostarsi verso la coda dell'aereo come i passeggeri e non uccisi come successe negli altri aerei dirottati.
Hanjour, dopo aver preso i comandi, compie una virata verso sud, per poi inserire il pilota automatico, puntando verso Washington, alle 8:56 la rotta era stata cambiata e il transponder spento. In quel momento, il volo American Airlines 11 si era già schiantato contro la Torre Nord, mentre si era a conoscenza che il volo 175 della United Airlines era stato dirottato. L'aereo fu individuato sugli schemi radar mentre si avvicinava a Washington.

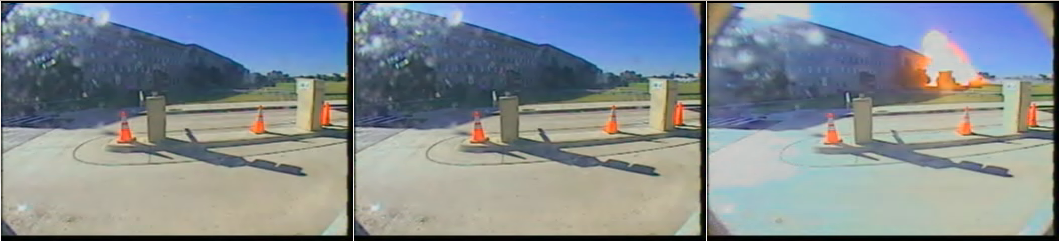
Tre frammenti del filmato del volo AA77 che si schianta contro Il Pentagono.

Il volo 77, volando a 853 km/h, si schiantò contro la parete ovest del Pentagono, nella Contea di Arlington, in Virginia, causando la morte di 64 persone sull'aereo e di 125 persone che si trovavano nell'edificio. I suoi resti, identificati per esclusione, furono messi sotto custodia dall'FBI, insieme a quelli degli altri dirottatori, come prova.